# Www.GoldenLife.pl
www.GoldenLife.pl – album zespołu Golden Life wydany w 2003 roku nakładem wytwórni Polskie Radio.

## Lista utworów
1. "Czeski film" – 03:42
2. "Gwiazdozbiory" – 03:42
3. "Londyn" – 03:58
4. "Plaża" – 03:55
5. "Ludzie to wiedzą" – 03:38
6. "Czarne białe czerwone" – 03:47
7. "Blok- Brygada" – 02:25
8. "Moment" – 03:21
9. "Ja w to wierzę" – 04:18
10. "Sextelefon" – 03:03
11. "Kocham wolność" – 05:05
12. "Kawa" – 07:15

## Twórcy
- Jacek Bogdziewicz - gitara basowa, gitara, śpiew
- Tomasz Kamiński - chórki, gitara, programowanie instrumentów
- Tomasz Próchnicki - perkusja
- Jarosław Turbiarz - chórki, gitara, instrumenty klawiszowe, programowanie instrumentów
- Adam Wolski - śpiew